# Eufémia magyar királyné
Rurik Eufémia vagy Kijevi Eufémia (1099 körül – Kijev, 1139. április 4.) a Rurik-dinasztiából származó kijevi hercegnő, Könyves Kálmán második feleségeként rövid ideig Magyarország királynéja.

## Élete
II. Vlagyimir kijevi nagyfejedelem és egy ismeretlen nevű, bizánci nő leánya. 1112 körül Kálmán magyar királyhoz ment férjhez, miután Kálmán első felesége, Felícia királyné 1110 körül elhunyt. Kálmán azonban hamarosan házasságtöréssel vádolta, és várandósan hazaküldte apja kijevi udvarába, ahol Borisz nevű fia született. A gyermeket Kálmán soha nem ismerte el törvényes fiának, és kizárta a trónöröklésből. 
Eufémia Kijevben apácaként halt meg 1139. április 4-én. Fia, Borisz magát Árpád-házi hercegnek tartotta és még II. István életében, 1130 körül támogatókat keresett trónigényének érvényesítéséhez, majd 1154 körül bekövetkezett haláláig, II. Béla és II. Géza ellenében is eredménytelenül igyekezett megszerezni a magyar trónt. 
Unokahúga, Eufrozina 1146-ban II. Géza felesége lett.